# 5489 Oberkochen
Az 5489 Oberkochen (ideiglenes jelöléssel 1993 BF2) a Naprendszer kisbolygóövében található aszteroida. Kusida Josio és Muramacu Oszamu fedezte fel 1993. január 17-én.